# Jackson megye (Iowa)
Jackson megye az Amerikai Egyesült Államokban, azon belül Iowa államban található. Lakosainak száma 19 485 fő (2020. április 1.). Jackson megye Dubuque, Clinton, Carroll, Jo Daviess és Jones megyékkel határos.

## Népesség
A megye népessége az elmúlt években az alábbi módon változott:
| Lakosok száma | 19 829 | 19 721 | 19 705 | 19 587 | 19 444 | 19 485 |
|               | 2010   | 2011   | 2012   | 2013   | 2015   | 2020   |